# Campeonato Mundial de Pelota Vasca de 2006
El Campeonato del Mundo de Pelota Vasca de 2006 fue la 15.ª edición del Campeonato del Mundo de Pelota Vasca, organizado por la Federación Internacional de Pelota Vasca. El campeonato se celebró en los frontones del Campo Marte, San Juan Ixtayopan y Santiago Tulyehualco, siento la tercera ocasión que se realiza en el Distrito Federal (México).

## Desarrollo
El torneo se celebró entre el 22 de septiembre y el 1 de octubre de 2006, contando con la participación de 18 países; Argentina, Bélgica, Brasil, Chile, Costa Rica, Cuba, Ecuador, España, Estados Unidos, Filipinas, Francia, Guatemala, Italia, México, Perú, República Dominicana, Uruguay y Venezuela. El ganador final fue la selección local, México, que obtenía así su primer título absoluto de los campeonatos.

## Especialidades
Se disputaron 14 títulos mundiales en las diferentes especialidades, conforme el siguiente desglose en el que se indica el ganador y medallistas de cada una de ellas:
Trinquete, seis títulos:
| Especialidad            | Oro                                      | Plata                               | Bronce                         |
| Mano individual         | México Pérez                             | España Álvarez                      | Francia Benesse                |
| Mano parejas            | México Pedro Santamaría - Serralde       | Francia Belascain - Harocarene      | Cuba Izquierdo - Quesada       |
| Paleta cuero            | Argentina Villegas - Villegas            | Francia Cazemayor - Bergerot        | España Araujo - Menéndez       |
| Paleta goma (masculina) | Argentina Dick, Peloni,Cimadamore, Viton | Uruguay Buzzo - Cazzola             | Francia Suzanne - Lissar       |
| Paleta goma (femenina)  | Francia Leiza - Housset                  | España Mendizabal - Ruiz Larramendi | México Rosa Mª Flores - Cepeda |
| Xare                    | Francia Laberdesque - Sanglar            | España Lopetegi - Vinuesa           | Argentina Coluccio - Gramajo   |

Frontón 36 metros, cuatro títulos:
| Especialidad    | Oro                                          | Plata                       | Bronce                               |
| Mano individual | España Irigoyen                              | Francia Lambert             | Estados Unidos Huarte                |
| Mano parejas    | España Abad - Navarro                        | México Landa - Olivos       | Francia Etcheto - Bessonart          |
| Paleta cuero    | México Rodrigo Ledesma - Francisco Mendiburu | España González - Caballero | Francia De Elizondo - Welmant        |
| Pala corta      | España Uriiza - Velilla                      | Francia Iris - Latxague     | México Francisco Mendiburu - Aguirre |

Frontón 30 metros, tres títulos:
| Especialidad          | Oro                                           | Plata                       | Bronce                       |
| Frontenis (masculino) | México Alberto Rodríguez - Gustavo Miramontes | España J. Frías - S. Hawach | Francia J. Frías - S. Hawach |
| Frontenis (femenino)  | México Guadalupe Hernández - Paulina Castillo | España Frías - Martínez     | Francia Dothen - Rolet       |
| Paleta goma           | México Homero Hurtado - Alberto Rodríguez     | España Frías - Boils        | Argentina Nicosia - Ergueta  |

Frontón 54 metros, un título:
| Especialidad | Oro                   | Plata                    | Bronce                                      |
| Cesta punta  | Francia García - Inza | España Beaskoetxea - Ros | México Juan Pablo Valdés - Francisco Valdés |

Nota 1: Se señalan únicamente los nombres de los pelotaris que disputaron las finales.

## Medallero
|   | País           | Oro | Plata | Bronce | Total |
| - | -------------- | --- | ----- | ------ | ----- |
| 1 | México         | 6   | 1     | 3      | 10    |
| 2 | España         | 3   | 8     | 1      | 12    |
| 3 | Francia        | 3   | 4     | 6      | 13    |
| 4 | Argentina      | 2   | 0     | 2      | 4     |
| 5 | Uruguay        | 0   | 1     | 0      | 1     |
| 6 | Cuba           | 0   | 0     | 1      | 1     |
| 6 | Estados Unidos | 0   | 0     | 1      | 1     |

Nota 1: Se contabilizan en primer lugar el total de las medallas de oro, luego las de plata y en último lugar las de bronce.